# مايرون هنت
مايرون هنت (بالإنجليزية: Myron Hunt)‏ هو مهندس معماري أمريكي، ولد في 27 فبراير 1868 في Sunderland, Massachusetts ‏ في الولايات المتحدة، وتوفي في 26 مايو 1952 في بورت هوينيمي في الولايات المتحدة.

## روابط خارجية
- مايرون هنت على موقع أوليمبيديا (الإنجليزية)